# Gewone bandspanner
De gewone bandspanner (Epirrhoe alternata) is een dagactieve vlinder uit de familie Geometridae, de spanners. Het verspreidingsgebied beslaat het gehele Palearctisch gebied, het is een algemene vlinder in Nederland en België. De voorvleugellengte van de gewone bandspanner bedraagt 13 tot 14 millimeter.
De waardplant van de vlinder zijn planten uit het geslacht walstro. De gewone bandspanner vliegt in twee generaties van mei tot en met augustus. De soort komt in Nederland en België algemeen voor.